# Tim Rozon
Pour les articles homonymes, voir Rozon.
Tim Rozon, né Timothy James Rozon le 4 juin 1976 à Montréal, Québec (Canada), est un acteur canadien.

## Filmographie

### Cinéma
- 2004 : Pure : Sam
- 2006 : Duo : Lewis
- 2006 : End of the Line : John
- 2007 : 2 Strangers and a Foosball (vidéo) : Duke
- 2018  : "Lake Placid : Legacy" :   Sa
- 2009 : Planète hurlante 2

### Télévision
- 2000 : Gatsby le Magnifique (The Great Gatsby) : Dandy Man
- 2003 : Une célibataire à New York (See Jane Date) : Waiter
- 2004 : 15/A (15/Love) : Jimmy Kane
- 2004 : Les Leçons de Josh (Naked Josh) : Charles
- 2004 : Sur place ou à emporter ? (Fries with That) : John Smith
- 2004 : Crimes of Fashion : Marcus
- 2004 - 2008 : Ma vie de star (Instant Star) : Tommy Quincy
- 2004 : Marions-les ! (I Do (But I Don't)), de Kelly Makin (TV) : Rick Corina
- 2009 : The Listener : Saison 1 - Épisode 12
- 2010 : Rookie Blue : Saison 1 - Épisode 13 (Démantèlement)
- 2013 : Lost Girl : Saison 3 - Épisode 12
- 2013 : Heartland : Eric Willians
- 2014 : Being Human : Saison 4 - 6 épisodes (dont 1 crédité) : Andrew
- 2015 - 2018 : Bienvenue à Schitt's Creek : Saison 1 - 13 épisodes (dont 1 crédité), saison 2 - 8 épisodes, saison 3 - 1 épisode, saison 4 - 1 épisode : Mutt Schitt[1]
- 2016 - 2021 : Wynonna Earp : Doc Holliday
- 2021-2025 ; SurealEstate : Luke Roman
- 2025 : Nous les menteurs : Salty Dan